# Gahaniella tertia
Gahaniella tertia är en stekelart som beskrevs av Geoffrey John Kerrich 1953.
Gahaniella tertia ingår i släktet Gahaniella och familjen sköldlussteklar. Artens utbredningsområde är Honduras. Inga underarter finns listade i Catalogue of Life.